# Buddha (manga)
Buddha (ブッダ, Budda) is een achtdelige manga getekend en geschreven door Osamu Tezuka en is een unieke visie van het leven gautama Boeddha, de oprichter van het Boeddhisme. De manga is in 1972 tot 1983 in het Japans geschreven en in 2006 tot 2008 in het Nederlands vertaald en uitgegeven door Uitgeverij L. Alleen in Japan is de manga in kleur verschenen.

## Overzicht
Het verhaal speelt zich ongeveer 2500 jaar geleden af in het noorden van India, wat toen uit kleinere landjes bestond. De drie belangrijkste zijn: 
Kapilavastoe, Kosala en Magadha. Kapilavastoe is een klein, zwak, onafhankelijk staatje wat het vaderland van Siddharta was. Kapilavastoe wordt echter veroverd door zijn vijand Kosala, een veel groter en machtiger rijk in het noordwesten dat tot deel 8 geregeerd wordt door Presenajit, een meedogenloze ex-worstelaar. Kosala's andere tegenstander is Magadha, een nog veel machtiger rijk in het zuidwesten.
Hoewel het verhaal veel aspecten bevat van bestaande verhalen, zijn er ook veel personages door Tezuka verzonnen, die contact hebben met personages die wel echt hebben bestaan tijdens Boeddha's leven, Tatta is hiervan zonder twijfel het beste voorbeeld. Van de uiteenlopende karakters hebben ze allemaal één ding gemeen: allemaal getuigen ze van verzet tegen de bestaande kasten-maatschappij, tegen religieuze en politieke onderdrukking en andere uitwassen van de menselijke natuur. Als genre is de manga dramatisch, bovennatuurlijk en historisch. Ook zitten er soms anachronistische grapjes tussen. Elk deel heeft gemiddeld 400 bladzijden en ieder deel heeft zijn eigen naam:
1. Kapilavastoe
2. Vier ontmoetingen
3. Devadatta
4. Het woud van Oeroevela
5. Het hertenpark
6. Ananda
7. Prins Ajatasattoe
8. Jetavana

## Het verhaal in het kort
In het oude India, leefden veel mensen die gekweld werden door honger, dorst, oorlog voering en door het kasten-systeem. Toen werd Siddharta geboren die op spirituele wijze transformeerde in Boeddha Gautama en trachtte om spirituele wedergeboorte over te brengen aan mensen in de roekeloze tijd van toen.

## Personages
Siddharta Gautama (Sakyamuni Boeddha): de hoofdpersoon van de reeks. Hij wordt aan het eind van deel 1 geboren als prins van de Shakya clan, de bewoners van Kapilavastoe. In deel 2 verlaat hij zijn land en gezin om monnik te worden. In deel 4 bereikt hij de staat van verlichting en krijgt van Brahma zijn derde oog en de naam Boeddha. Vanaf dat moment probeert hij zo veel mogelijk mensen te helpen en les te geven hoe te leven tot hij aan het eind van deel 8 sterft.
Boeddha heeft echt bestaan en hij komt als enige in elk deel voor.
Ananda: in zijn jeugd is hij een dief en een moordenaar geweest die dankzij bescherming van de demon Mara onsterfelijk is, met bedoeling om Ananda tegen Boeddha op  te zetten. Ananda wordt echter door Boeddha bekeerd en hij wordt zelfs Boeddha's rechterhand.
Ananda heeft echt bestaan en hij komt voor in deel 3, 6, 7 en 8. 
Tatta: een paria die in zijn jeugd de kracht bezit om in de ziel van een dier te kruipen. Hij heeft gezworen om zijn door Kosalanen gedode moeder en jeugdvriend Chapra te wreken. Tatta denkt dat hij zich kan wreken door Siddharha tegen de Kosalanen op te zetten. Als Siddhartha monnik wordt, besluit hij samen met zijn vrouw Migaila roverhoofdman te worden, wanneer Siddhatha zou terugkeren naar zijn paleis zal Tatta beloven om een eerlijk leven te leiden. Als Siddhartha migaila weet te genezen begint hij te begrijpen hoe belangrijk de training voor hem is en hij wil liever Siddharta's volgeling worden. Devadatta ontmoet hem in Maghada en weet ervoor te zorgen dat hij een fameuze krijger wordt. Als Boeddha terugkeert in Maghada wordt hij lekenbroeder en blijft met Boeddha's andere volgelingen in Venoevana. Boeddha vertrekt na een paar jaar om zijn vaderland te helpen, in die tijd probeert Devadatta de macht over te nemen in Venoevama. Tatta zal moeten kiezen: blijven of met Devadatta meegaan en op die manier zich eindelijk te kunnen wreken op Kosala. Hij kiest voor het tweede en sterft op het slagveld.
Tatta is door Tezuka verzonnen en hij komt voor in deel 1, 2, 3, 4, 5, 7 en 8.
Prasenajit: de meedogenloze koning van Kosala. Aan prins Siddharta stelt hij de eis een edelvrouw te krijgen uit hoge kringen uit de Shakya clan om mee te trouwen, waardoor de kosalanen en de Shaktya's elkaar verwanten zouden worden. Als de Shakya's zouden weigeren, zou Prasenajit Kapilavastoe veroveren. De Shakya's besluiten om Prasenajit een bediende verkleed als edelvrouw te schenken. Wanneer dit bekend wordt, verovert Prasenajit Kapilavastoe alsnog en hij laat iedereen van de Shakya clan straffen. Jaren later laat Viroedhaka (Prasenajits zoon) de Skakya's vrij. Prasenajit kan dit niet goedkeuren en onterft zijn zoon van de troon. Viroedhaka denkt dat zijn vader gek is geworden en laat hem opsluiten. Boeddha keurt deze actie af, waarna hij wordt vrijgelaten. Prasenajit wil zich op zijn zoon wreken en hij vertrekt naar Maghada in de hoop dat de koning van Maghada hen zal steunen. Van uitputting sterf hij onderweg.     
Prasenajit heeft waarschijnlijk echt bestaan en hij komt voor in deel 2, 4 en 8.
Viroedhaka: (beter bekend als de kristallen prins) de zoon van Prasenajit en van jongst af aan niet veel zachtaardiger dan zijn vader. Hij gaat studeren in Kapilavastoe en ontdekt daar dat zijn moeder van oorsprong een slavin was. De kristallen prins laat niets meer van zijn liefde die hij voor zijn moeder had merken en hij laat haar opsluiten en later zelfs bijna doden. Hij vertegenwoordigt ook de Shakya clan die als slaven moeten werken totdat ze sterven, degene die hem ooit hadden bespot had hij na de verovering van Kapilavastoe meteen laten executeren. In Boeddha ziet hij eerst een vervelende en brutale monnik, maar hij leert spoedig dat Boeddha met zijn spirituele macht niet zomaar te doden valt. Boeddha beweert dat Viroedhaka vanbinnen vreselijk lijdt aan zijn daden. Eerst wil Viroedhaka hier niets van horen, maar uiteindelijk geeft hij toe en hij laat zich door Boeddha verzorgen. Boeddha weet ook Viroedhaka's woede jegens de Shakya's de laten verdwijnen en Viroedhaka trekt zich terug uit Kapilavastoe. Toch zullen zijn vader en de Shakya's hem niet met rust laten.
Viroedhaka heeft waarschijnlijk echt bestaan en hij komt voor in deel 2, 4, 5, 7 en 8.
Dhepa: een zoon van een Kosalaanse soldaat die al op jonge leeftijd had besloten monnik te worden. Hij trekt op met Siddharta bij het zoeken naar de weg naar het geluk. Dhepa is ervan overtuigd dat je in je volgende leven geluk kan ervaren als je in dit leven genoeg hebt geleden; daarom neemt hij Siddharta mee naar het woud van Oeroevela waar asceten allerlei beproevingen kunnen ondergaan. Siddharta wordt hier echter niet wijzer van en besluit dat hij niets meer met beproeving te maken wil hebben, waardoor hij en Dhepa vijanden worden. Dhepa blijft hierna koppig volhouden dat Siddharta (inmiddels Boeddha geworden) een verkeerde beslissing heeft gemaakt en gaat door met beproevingen (hoewel hij meer anderen met beproevingen helpt dan dat hij er zelf mee bezig is). Als er tussen Maghada en Kosala oorlog uitbreekt wordt hij dodelijk door een paar pijlen geraakt maar wordt hij door Boeddha gered. Als hij bijkomt wordt hij een van Boeddha's eerste volgelingen. Als Boeddha door prins Ajatasattoe wordt neergeschoten weet hij hem op zijn beurt te redden.
Dhepa is door Tezuka verzonnen en hij komt voor in deel 2, 3, 4, 5, 6, 7 en 8.
Migaila: in haar jeugd is ze aanvoerster van een roversbende. Zij en Siddharta worden verliefd op elkaar, maar Siddharta moet trouwen met Yashodara en na een mislukte poging van Migaila om het huwelijk te verstoren, worden voor straf haar ogen uitgebrand. Vervolgens wordt ze samen met haar nieuwe man Tatta weer baas van een roversbende. Wanneer Tatta eerlijk gaat leven blijft Migaila bij hem. Van Siddharta moet ze niets meer weten, totdat hij haar redt van een dodelijke ziekte en later van een vergif waardoor ze haar stem kwijtraakt. Sindsdien is Migaila een trouwe volgelinge van Boeddha.
Migaila is door Tezuka verzonnen en ze komt voor in deel 2, 3, 4, 5, 7 en 8.
Bandaka: een achterbakse, brutale en meedogenloze krijger die zichzelf ziet als de beste boogschutter van de wereld. Hij heeft een grote hekel aan prins Siddharta en hij probeert Siddharta´s vrouw, prinses Yashodara, voor zichzelf te winnen. Hier komt echter niets van terecht, omdat Yashodara een enorme hekel aan Bandaka heeft. Wanneer Kosala Kapilavastoe aanvalt en Siddharta het paleis heeft verlaten moet Siddharta´s vader Bandaka noodgedwongen de troon schenken vanwege zijn strategische inzicht. Bandaka weet de Kosalanen terug te dringen, maar hij sneuvelt in de strijd. 
Bandaka is door Tezuka verzonnen en hij komt voor in deel 1 en 2.   
Devadatta: de zoon van Bandaka. Hij wordt op jonge leeftijd verstoten uit Kapilavastoe. In Maghada weet hij Tatta te trainen tot krijger en raakt hij goed bevriend met prins Ajatasattoe. Wanneer Devadatta Boeddha ontmoet, raakt hij diep van hem onder de indruk. Hij besluit een organisatie op te richten voor volgelingen van Boeddha. Zijn levensopvattingen komen echter niet overeen met die van Boeddha en langzamerhand wordt hij Boeddha´s vijand. Hij probeert Venoevana voor zichzelf te veroveren en Boeddha uit de weg te ruimen. Dit wordt hem uiteindelijk fataal.
Devadatta heeft waarschijnlijk echt bestaan en hij komt voor in deel 2, 3, 5, 7 en 8. 
Yatala: een sterke reus van zes a zeven meter hoog. Nadat zijn slavenouders zijn vermoord vecht hij tegen het onrecht van het kastenstelsel. Hij gaat in dienst in het leger van Kosala, omdat Viroedhaka hem belooft te helpen, terwijl Viroedhaka hem eigenlijk wil gebruiken om een machtiger leger te hebben dan Maghada. Yatala voelt zich bedrogen wanneer hij ontdekt dat Viroedhaka's moeder als een slaaf wordt behandeld. Hij vlucht met haar en hoopt dat zij zijn nieuwe moeder zou zijn. Ze sterft echter onderweg aan de pest en Yatala in ontroostbaar. Hij ontmoet Siddharta die hem weer zin geeft in het leven. Yatala is Siddharta denkbaar en hoopt later zijn leerling te worden. Yatala gaat weer werken voor Kosala, tot hij in een gevecht met Tatta bijna dodelijk wordt vergiftigd door Devadatta. Yatala overleeft het en hij gaat voor Maghada werken. Als Boeddha in de hoofdstad van Maghada terugkeert, wordt Yatala een monnik, hoewel hij meer op een bodyguard van Boeddha lijkt.       
Yatala is door Tezuka verzonnen en hij komt voor in deel 4, 5 en 7. 
Chapra: een jeugdvriend van Tatta. Hij is een slaaf die het leven redt van een kosalaanse generaal welke hem aanneemt als zijn zoon. Chapra wordt kampioen van Kosala. Wanneer zijn (echte) moeder ter dood wordt veroordeeld, redt Chapra haar, maar verraad hiermee dat hij een slaaf is. Hij en zijn moeder worden gedood en Tatta belooft om hen te wreken. Chapra is door Tezuka verzonnen en hij speelt de hoofdrol in deel 1.       